# ديفيد مالكوم
ديفيد مالكوم (بالإنجليزية: David Malcolm)‏ هو قاضي فيجي، ولد في 6 مايو 1938 في بانباري في أستراليا، وتوفي في 20 أكتوبر 2014 في برث في أستراليا.